# Lucy Drexel Dahlgren House
La Casa Lucy Drexel Dahlgren  es una casa histórica ubicada en Nueva York, Nueva York. La Casa Lucy Drexel Dahlgren se encuentra inscrita  en el Registro Nacional de Lugares Históricos desde el 20 de julio de 1989. 

## Ubicación
La Casa Lucy Drexel Dahlgren se encuentra dentro del condado de Nueva York en las coordenadas 40°47′13″N 73°57′15″O / 40.786944, -73.954167.